# Kate Voegele
Kate Elizabeth Voegele (ur. 8 grudnia 1986 w Bay Village) – amerykańska piosenkarka folkowa, soft rockowa i pop-rockowa, aktorka, autorka piosenek i tekstów, gitarzystka, pianistka.
W Polsce znana jest głównie dzięki roli Mii w serialu telewizyjnym wyświetlanym pod tytułem Pogoda na miłość (tytuł oryginalny One Tree Hill) oraz jej wykonaniom muzycznym. Obecnie nagrywa dla wytwórni MySpace Records, której płyty rozprowadza Interscope Records.
Voegele zainteresowała wytwórnie i kierownictwa muzyczne swoimi płytami demo. Pierwszą z nich, piosenkę "The Other Side" (wykonaną w 2003) wyprodukował Michael Seifert. Jej drugą piosenkę "Louder Than Words" (2004) wyprodukował Marshall Altman. W 2006 roku podpisała umowy z wytwórnią Myspace Records. W maju 2007 Wydała za ich pośrednictwem debiutancki album Don't Look Away (produkcji Marshalla Altmana).

## Muzycy koncertowi w jej zespole
Muzycy w koncertowym zespole Kate Voegele to:
- Mark Tobik (gitara basowa),
- Sam Getz (poprzednio w zespole Cactus 12) na gitarach, beatboksie, mandolinie i innych instrumentach szarpanych.

## Historia wykonań i nagrody

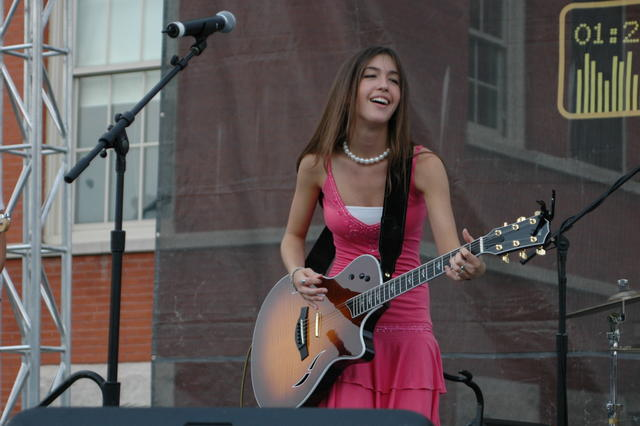
Southport Chicago, 23 lipca 2005

Voegele wzięła udział w koncertach charytatywnych na rzecz rolników amerykańskich, Farm Aid, w 2004 i 2005, wśród takich muzyków jak Dave Matthews, Willie Nelson, Neil Young czy John Mellencamp. Wydała minialbum pt. Louder Than Words w lutym 2005.
Jej piosenka pt. "Only Fooling Myself" znalazła się na ścieżce dźwiękowej seriali telewizyjnych kanału sieci CBS Clubhouse i Ghost Whisperer. "It’s Only Life" pojawiła się w kanale telewizyjno-muzycznym MTV w programie Newport Harbor, jak i w programie kanału fabularnego poświęconego tematyce rodzinnej Lifetime, w filmie telewizyjnym Custody.
Piosenka Kate Voegele "I Won't Disagree" wygrała nagrodę "New York City Songwriters Circle" za rok 2006. Piosenka "Only Fooling Myself" zyskała rozgłos w 2006 dzięki wygraniu konkursu USA Songwriting Competition, przeprowadzonego przez sklep w sieci księgarni Borders Books & Music lokalnie w teksańskiej stolicy stanowej i mekce muzyki folkowej, Austin.
Następnie, 23 grudnia 2005, Kate Voegele zaśpiewała hymn USA, z okazji meczu koszykówki NBA drużyn New York Knicks i Utah Jazz, w Madison Square Garden w Nowym Jorku.
We wrześniu 2006 Kate Voegele ponownie zaśpiewała hymn USA przed meczem sportowym, tym razem baseballowym, w ramach rozgrywek Major League Baseball pomiędzy najstarszymi klubami regionu Midwest, Cincinnati Reds i Chicago Cubs, mającym miejsce na nowym, niespełna 3-letnim stadionie Great American Ball Park w Cincinnati. Kilka dni później, 30 września 2006, na drugim końcu stanu Ohio, w rodzinnym Cleveland, artystka zagrała poprzedzając występ główny w klubie House of Blues, podczas wieczoru z udziałem popularnych artystek muzyki country rock, Michelle Branch i Jessiki Harp z zespołu The Wreckers.
Wiosną 2008 podobny występ Kate Voegele poprzedził koncert zespołu Hanson ze Stephenem Kelloggiem. Zapowiedziano, że latem 2008, Voegele poprzedzi występy Natashy Bedingfield i grupy The Veronicas podczas trasy koncertowej Verizon VIP Tour.

## W telewizji, w tym występy gościnne
Kate Voegele niedawno rozpoczęła powtarzane występy gościnne w 7 odcinkach serialu telewizyjnego (kanał The CW) One Tree Hill. 22 stycznia 2008 zagrała w roli piosenkarki i instrumentalistki klawiszowej o imieniu Mia, udzielającej się w zespole rockowym. Filmowa Mia wykonuje w serialu piosenki z rzeczywistego albumu debiutanckiego Kate Voegele Don't Look Away oraz utwór "Kindly Unspoken".
2 lutego 2008 Kate Voegele także wykonała szereg piosenek z Don't Look Away jako gość muzyczny publicystycznego programu The Early Show w kanale sieci CBS. Program nadano w całym USA. Jej muzycy koncertowi zagrali wraz z nią: Sam Getz wykonał śpiew harmonijny i udzielił się na beatboksie, zaś Mark Tobik zagrał na gitarze basowej.

## Wykształcenie
Voegele studiowała po liceum na stanowym uniwersytecie Miami University w miasteczku Oxford, ok. 40 km na północny zachód od Cincinnati. Jej ostatnie wykłady tamże odbyły się wiosną 2007. Studiowała głównie sztuki wizualne, plastykę i psychologię.
Począwszy od wiosny 2008 nadal studiuje, lecz zaocznie, dążąc do uzyskania licencjatu w psychologii. Robi to przez łącze internetowe do strony w pełni akredytowanego "uniwersytetu w sieci" University of Phoenix. W tym samym czasie pracuje zawodowo jako muzyk, odbywając trasy koncertowe.

## Dyskografia

### Albumy
- 22 maja 2007: Don't Look Away
- 18 maja 2009: A Fine Mess
- 17 maja 2011: Gravity Happens
- 28 października 2016: Canyonlands[5]

### Minialbumy
- 2003: The Other Side
- 2005: Louder Than Words
- 2014: Wild Card[6]

### Ścieżki dźwiękowe
- 2007: Kyle XY Original Soundtrack
- 2008: DisneyMania 6
- 2008: AT&T TEAM USA Soundtrack

### Single
- "Only Fooling Myself"
- "Manhattan from the Sky" (17 marca 2009)
- "99 Times" (14 kwietnia 2009)
- "You Can't Break a Broken Heart"
- "Heart in Chains" (25 kwietnia 2011)